# Dindon royal
Le dindon royal (appelé Royal Palm turkey en anglais) est une race de dindon domestique originaire des États-Unis. Plutôt connu aujourd'hui pour ses qualités ornementales que pour ses qualités de chair, c'est devenu maintenant un oiseau d'exposition, ou un oiseau fermier de petites exploitations. Il est blanc avec des barres d'un noir métallique. Les dindons pèsent de 7,2 à 10 kg et les dindes de 4,5 à 5,5 kg.

## Histoire
Cette race a été sélectionnée à partir des années 1920. Un premier individu est apparu de la sorte dans une ferme de Lake Worth en Floride, issu de croisements entre le dindon noir, le bronzé, le dindon de Narragansett et des dindons sauvages. Il a fallu ensuite des années de sélection pour stabiliser le coloris blanc, et la race a été inscrite au standard de perfection de l'American Poultry Association en 1971. Il est proche du dindon Cröllwitzer sélectionné en Saxe.
L'arrivée de l'élevage industriel dans les années 1950 a menacé l'existence du dindon royal. C'est encore aujourd'hui une race fortement en danger et elle est catégorisée comme telle par l'American Livestock Breeds Conservancy, ainsi que par le FAO. C'est une race encore très rare en Europe.
Les mâles ont un caractère plutôt docile et les dindes font d'excellentes couveuses et de bonnes éleveuses.

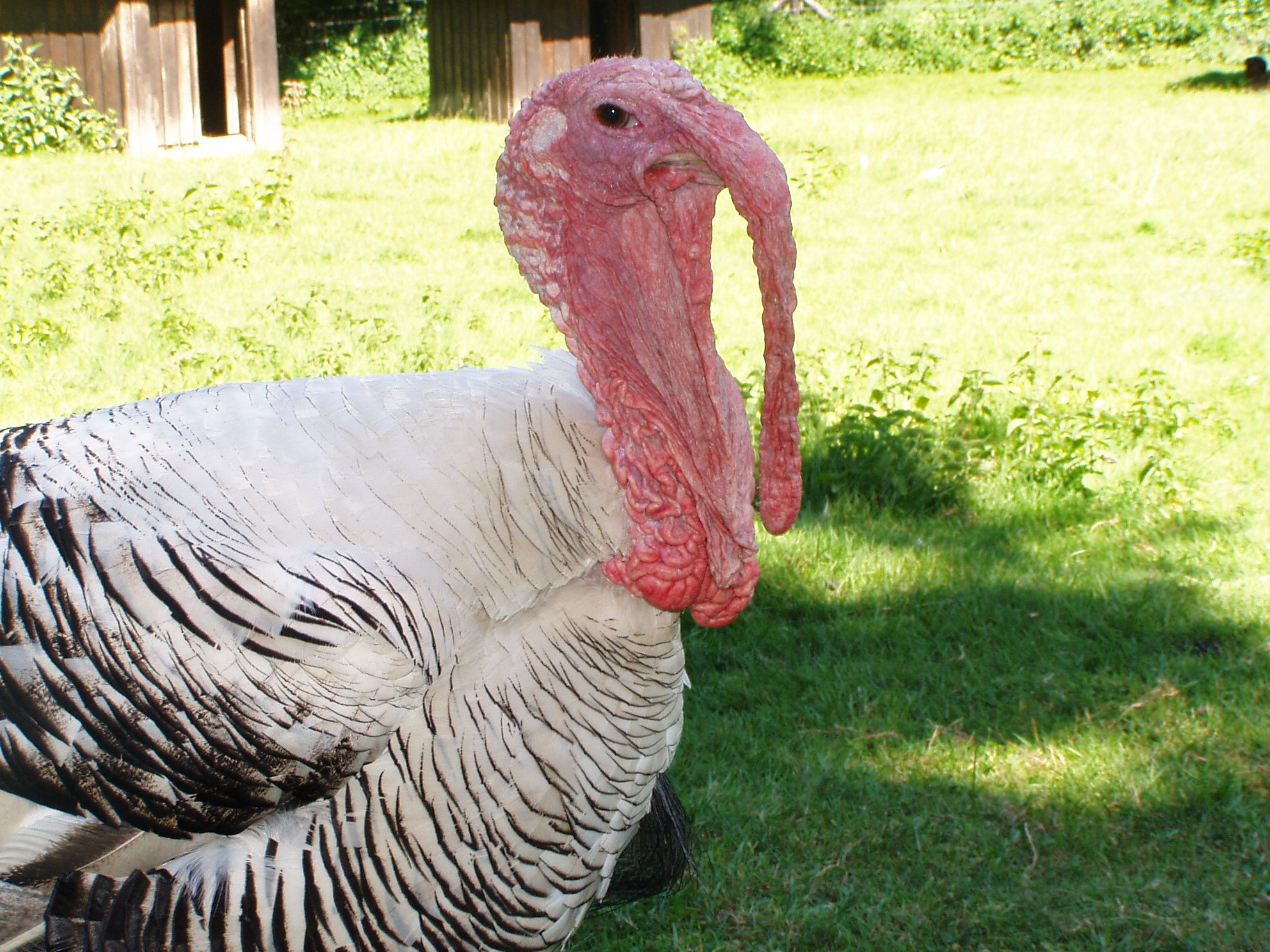
Tête de profil.